# Godakawela Division
Godakawela Division är en division i Sri Lanka.   Den ligger i distriktet Ratnapura District och provinsen Sabaragamuwa, i den södra delen av landet, 100 km sydost om huvudstaden Colombo. Antalet invånare är 75 885.